# Cultuurstelsel

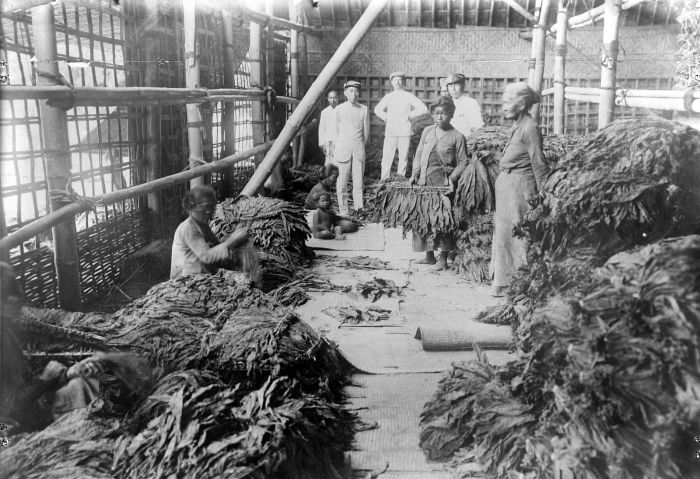
Tri des feuilles de tabac à Java, avant 1939. Le travail n'est plus forcé mais les méthodes sont héritées du cultuurstelsel.

Le cultuurstelsel (« système de culture ») est une politique agricole néerlandaise mise en place au milieu du XIXe siècle pour la colonie des Indes orientales néerlandaises (aujourd'hui l'Indonésie) par le gouverneur général Johannes van den Bosch dans les années 1830. Il consacrait une grande partie de la production agricole à l'export. Les historiens indonésiens l'appellent Tanam Paksa (« culture forcée »). Le président du Conseil Isaäc Dignus Fransen van de Putte le supprima en 1866, mais il faudra attendre quelques décennies pour voir disparaître les cultures d'État.

## Historique
À la fin du XVIIIe siècle, le modèle commercial de l'ancienne Compagnie néerlandaise des Indes orientales, qui reposait sur des monopoles et la domination des marchés, a conduit à la ruine de la compagnie. En 1805, la partie néerlandaise de Java ne produisait que 2,5 millions de roupies de Java. Le gouvernement de Herman Willem Daendels, ministre de 1808 à 1811, a porté ce chiffre à 3,5 millions juste avant la conquête anglaise. Pendant l'occupation britannique de Java, les recettes ont atteint 7,5 millions de roupies pour Java et ses dépendances en 1815. Les terres indigènes y ont contribué à hauteur de 2 millions de roupies, la majeure partie de ces revenus provenant de l'impôt foncier. Cependant, le système de l'impôt foncier a rapidement échoué car, à long terme, les locataires n'étaient pas en mesure de payer les montants exigés.
À partir de la fin des années 1820, le gouvernement des Indes orientales est soumis à une pression financière accrue. Cela a commencé avec l'implication des Néerlandais dans les guerres de Padri (1821-1837) et de de Java (1825-1830). La révolution belge de 1830 a ensuite mis à mal les finances des Pays-Bas eux-mêmes. Le coût du maintien de l'armée néerlandaise en état de guerre jusqu'en 1839 a provoqué une crise financière qui a failli entraîner la faillite de l'État.
En 1830, un nouveau gouverneur général, Johannes van den Bosch, est nommé pour accroître l'exploitation des ressources des Indes orientales néerlandaises. Le système de culture n'est mis en œuvre que sur les terres contrôlées directement par le gouvernement colonial, ce qui exclut les Vorstenlanden (États princiers) et les particuliere landerijen (domaines privés).

## Mise en place
Le système de culture a été principalement mis en œuvre à Java, le centre de l'État colonial. Au lieu de l'impôt foncier, 20 % des terres du village devaient être consacrées aux cultures gouvernementales destinées à l'exportation ou, à défaut, les paysans devaient travailler dans des plantations appartenant à l'État pendant 66 jours de l'année. Pour permettre l'application de ces politiques, les villageois javanais étaient plus formellement liés à leurs villages et ne pouvaient parfois pas se déplacer librement sur l'île sans autorisation. Par cette politique, une grande partie de Java est devenue une plantation néerlandaise. Selon certaines remarques, alors qu'en théorie seulement 20 % des terres étaient utilisées pour les cultures d'exportation et que les paysans devaient y travailler pendant 66 jours, en pratique, ils utilisaient davantage de terres (les mêmes sources affirment qu'elles atteignaient presque 100 %) jusqu'à ce que les populations indigènes aient peu de moyens pour planter des cultures vivrières, ce qui a entraîné la famine dans de nombreuses régions. Parfois, les paysans devaient encore travailler plus de 66 jours.

Pour gérer et traiter les cultures commerciales, les Néerlandais ont mis en place un réseau d'intermédiaires locaux qui profitaient grandement et avaient donc un intérêt direct dans le système : les compradores, un peu comme le système des cottiers en Irlande. Ce système a été financé en partie par des obligations vendues aux Néerlandais eux-mêmes et en partie par l'introduction d'une nouvelle monnaie de cuivre dans un rapport de 2:1 avec l'ancienne, ce qui a permis d'obtenir un seigneurage massif de la dépréciation aux dépens de l'économie locale.
Le général Van-der Bosch, en même temps qu'il mettait en place le système de culture, a conçu un dispositif ingénieux pour augmenter les bénéfices du gouvernement. Une énorme quantité de pièces de monnaie en cuivre a été fabriquée en Hollande, la valeur intrinsèque étant inférieure à la moitié de la valeur nominale. Cette monnaie a eu cours légal et le cultivateur a été payé pour ses produits en pièces de cuivre. Ainsi, comme le remarque naïvement M. Money dans son ouvrage Java ; or, How to Manage a Colony : « Les emprunts contractés en Hollande pour lancer le système ont produit à Java un effet égal au double de leur montant ».

## Effets
Cette politique a permis aux Néerlandais de s'enrichir considérablement grâce à la croissance des exportations, cette dernière s'éleva en moyenne à 14 %. Elle a ramené les Pays-Bas du bord de la faillite et a rendu les Indes orientales néerlandaises autosuffisantes et rentables très rapidement. Dès 1831, cette politique a permis d'équilibrer le budget des Indes orientales néerlandaises et l'excédent de recettes a été utilisé pour rembourser les dettes du régime de la VOC. Le système de culture est toutefois lié aux famines et aux épidémies des années 1840, d'abord à Cirebon, puis dans le centre de Java, car des cultures commerciales telles que l'indigo et le sucre ont dû être cultivées à la place du riz.
Les pressions politiques exercées aux Pays-Bas, en partie à cause de ces problèmes et en partie à cause des marchands indépendants en quête de rente qui préféraient le libre-échange ou la préférence locale, ont finalement abouti à l'abolition du système. La Suikerwet et l'Agrarische Wet, toutes deux introduites en 1870, ont constitué des jalons juridiques dans ce sens. C'est le début de la période libérale où l'entreprise privée est encouragée.